# 克里斯多夫·安德烈
克里斯多夫·安德烈（法語：Christophe André，1956年6月12日—），是法國一名精神醫學家和心理治療師。

## 生平
安德烈生長於圖盧茲。自1992年起，他一直在巴黎聖安娜（Sainte-Anne）醫院的心理健康部門和治療服務中心工作，曾在巴黎第十大學（University Paris-Ouest）教授恐慌症心理學、強迫症及社交焦慮症的臨床治療等課程。他專門研究焦慮和憂鬱症的治療，著重復發預防領域。他是將正念療法引入法國精神治療領域的第一人。

## 中文譯作
- 《靜能量：找回內在平衡的25個心靈處方》(Sérénité: 25 histoires d'équilibre intérieur)，2014年，繁體中文版由心靈工坊出版，ISBN 978-986-357-008-0
- 《記得要快樂：A到Z的法式幸福》(Et n'oublie pas d'être heureux: Abécédaire de la psychologie positive)，2015年，繁體中文版由心靈工坊出版，ISBN 978-986-357-051-6

### 引用
1. ↑  Fair, Vanity. . Vanity Fair. 2018-04-19  [2019-07-15]. （原始内容存档于2019-07-15） （法语）.
2. ↑  .   [2019-07-15]. （原始内容存档于2019-12-29） （法语）.

### 來源
- Alain Rubens, « Un psychiatre heureux », Lire, juillet-août 2006

## 外部連結
- Christophe ANDRÉ FACEBOOK （页面存档备份，存于）
- Blog | Psycho Actif （页面存档备份，存于）
- Christophe André （页面存档备份，存于）